# Lasioglossum abrophilum
Lasioglossum abrophilum är en biart som beskrevs av Walker 1995. Lasioglossum abrophilum ingår i släktet smalbin, och familjen vägbin. Inga underarter finns listade i Catalogue of Life.